# Antoine Vestier
Antoine Vestier (Avallon, 1740 –1824) foi um pintor e miniaturista da França, nascido em Avallon. Estudou com Jean-Baptiste Pierre e ingressou na Academia Real em 1785.
No Brasil, existe um icônico quadro feito por ele: "A dama com um livro perto de uma fonte". Tal pintura, feita em 1785, faz parte do acervo fixo do MASP, em São Paulo, tendo sido uma doação feita pelo empresário Assis Chateaubriand.